# BMW 328
La 328 è un'autovettura sportiva di fascia alta prodotta dal 1936 al 1940 dalla Casa automobilistica tedesca BMW.

## Storia e profilo

### Genesi e debutto della vettura
A metà degli anni trenta, la BMW riusciva a strappare non pochi successi grazie alle sue sportive dell'epoca, ossia la 315/1 e la 319/1, due roadster basate sullo stesso telaio e con meccanica simile. La Casa tedesca, però, divenne sempre più interessata anche a quel mondo in cui le gare venivano disputate non da vetture strettamente di serie o quasi, bensì da vetture derivate dal mondo della produzione in serie, ma opportunamente riviste per essere competitive in campo agonistico. E le due vetture con cui la BMW aveva fino a quel momento gareggiato erano strettamente di serie, nel migliore dei casi con pochissime modifiche. Occorreva quindi una vettura che lanciasse la Casa bavarese nel mondo delle competizioni d'alto livello.

A tale scopo, il progetto, che fu avviato nel 1935, venne affidato a Rudolf Schleicher e a Fritz Fiedler, quest'ultimo giunto alla BMW dalla Horch nel 1932 e già autore di alcuni modelli BMW costruiti in quei primi anni di attività della casa dell'Elica nel settore automobilistico. Unica grossa limitazione fu il contenimento quasi esasperato del budget: in pratica si doveva lavorare quasi esclusivamente con ciò che si aveva già in casa. Per questo, come base di partenza venne scelta proprio la 319/1 e il suo telaio a tubi, il quale venne però rivisto e rinforzato in funzione di un utilizzo più gravoso e soggetto a maggiori sollecitazioni. Il propulsore fu invece derivato dall'unità motrice che equipaggiava la 319/1, dalla quale si ottenne, tra l'altro, il motore che sarebbe andato ad equipaggiare anche la 326 e la 327. Dal momento che proprio la 326 era in fase di progettazione, e quindi anche il suo motore da 2 litri, si scelse proprio quest'ultima unità come base di partenza per ottenere il propulsore della futura sportiva di casa BMW.
Per motivi di budget, non fu consentito l'utilizzo di un compressore volumetrico, che invece altri costruttori di auto sportive e da competizione utilizzavano. Per lo stesso motivo non venne consentito neppure di progettare e sviluppare una nuova testata ad asse a camme in testa. Come fare, quindi, per ottenere maggiori prestazioni da questo motore ed affrancarsi quindi dai 55 CV dell'unità di origine ? A questo pensò il geniale Rudolf Schleicher, che fu ispirato dalla soluzione ideata dalla Talbot-Lago per alcune sue vetture da competizione e progettò un particolare schema di distribuzione, sempre ad aste e bilancieri, ma con valvole a V.
Per la carrozzeria, si optò nuovamente per una roadster, dotata di un corpo vettura molto profilato ed aerodinamico, per vincere l'attrito dell'aria durante le gare.
La nuova vettura, battezzata BMW 328, non venne presentata dapprima al pubblico e alla stampa come di solito accade, ma fece la sua prima apparizione davanti al pubblico il 14 giugno 1936, in occasione dell'Eifelrennen, nell quale, come si vedrà, riuscirà a portare a casa una promettente vittoria. La produzione in serie della vettura non sarebbe però stata avviata che a partire dall'anno seguente.

#### Design: le forme in funzione delle prestazioni

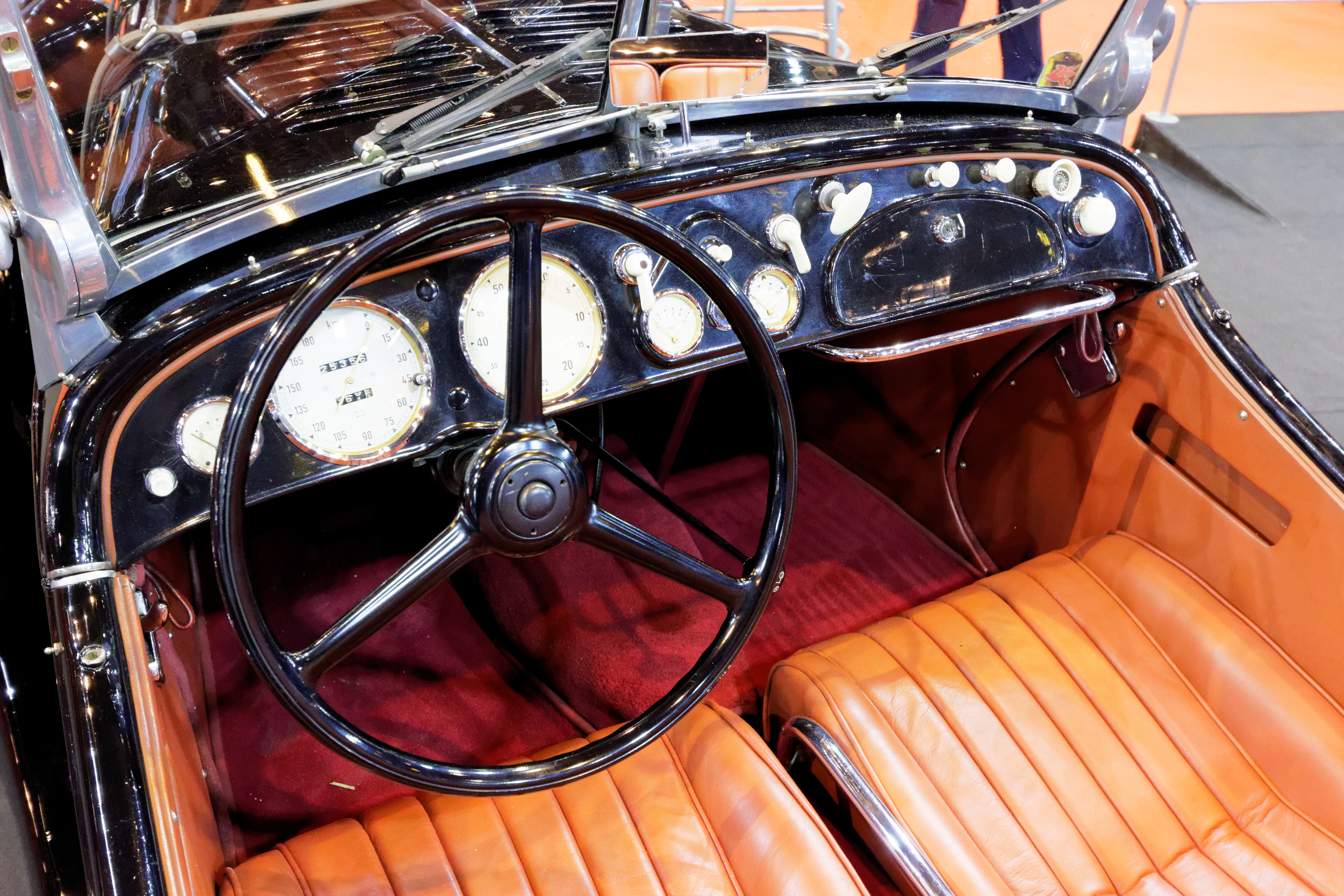
L'abitacolo di una 328

La 328 fu una vettura progettata innanzitutto in funzione di un utilizzo in campo sportivo, anche se di fatto venne prodotta in piccola serie. Per questo, anche per quanto riguarda le forme della carrozzeria, si scelse di orientare tale aspetto verso l'ambito agonistico, sebbene le esigenze fossero anche quelle di attualizzare lo stile della nuova vettura. Anche in questo caso si scelse di partire dalle forme della 319/1 (e quindi anche della precedente 315/1), ma ottimizzandone quindi i contenuti stilistici per ottenere in primo luogo una migliore penetrazione aerodinamica. In questo senso vanno inquadrate soluzioni come i fari semincassati nei parafanghi, a loro volta più avvolgenti ed estesi in avanti, la calandra più inclinata all'indietro, le linee generali del corpo vettura più smussate e con spigoli arrotondati. La vista laterale mostrava la presenza anche in questo caso di prese d'aria ai lati del cofano motore, ma anche una linea di cintura sensibilmente più bassa, con portiere ridotte ai minimi termini per conferire maggior slancio alla vista d'insieme. In questo caso si diede spazio anche all'estetica fine a sé stessa, visto che in ogni caso la 328 sarebbe stata destinata anche alla produzione e alla vendita e quindi avrebbe dovuto risultare gradita anche da quei pochi fortunati che avrebbero potuto portarne a casa un esemplare. La coda, corta e raccolta, incorporava un alloggiamento per la ruota di scorta volutamente incassato, allo scopo di incrementare ulteriormente l'efficienza aerodinamica della vettura.
L'abitacolo a due soli posti era caratterizzato da un'impostazione minimalista, con un cruscotto che però era completo e che oltre al tachimetro comprendeva anche il contagiri e il termometro dell'olio. Trattandosi di una vettura destinata prevalentemente alle competizioni, la 328 non vantava un bagagliaio molto capiente, utile solo a riporre una valigia di medie dimensioni o poco più.

#### La tecnica della328
Nel progettare la 328, ed in vista del suo impiego agonistico, i responsabili di progetto e il loro staff si concentrarono in particolare sul contenimento del peso, oltre che ai già citati concetti di penetrazione aerodinamica e di prestazioni motoristiche. Per questo la carrozzeria della 328 venne realizzata quasi esclusivamente in lega di alluminio, se si eccettuano i parafanghi in lamiera di acciaio. La carrozzeria nel suo insieme prendeva forma a partire da una struttura in legno ed era fissata ad un telaio di tubi a sezione ovale derivato da quello della 319/1, ma debitamente irrobustito. Il comparto sospensioni prevedeva un avantreno a ruote indipendenti con bracci trasversali superiori e balestra trasversale inferiore, mentre il retrotreno era ad assale rigido con balestre longitudinali. Su entrambi gli assi erano presenti ammortizzatori idraulici a leva, mentre l'impianto frenante, anch'esso di tipo idraulico, era a quattro tamburi e lo sterzo ripropose la soluzione a cremagliera lanciata per la prima volta solo pochi anni prima proprio dalla BMW.

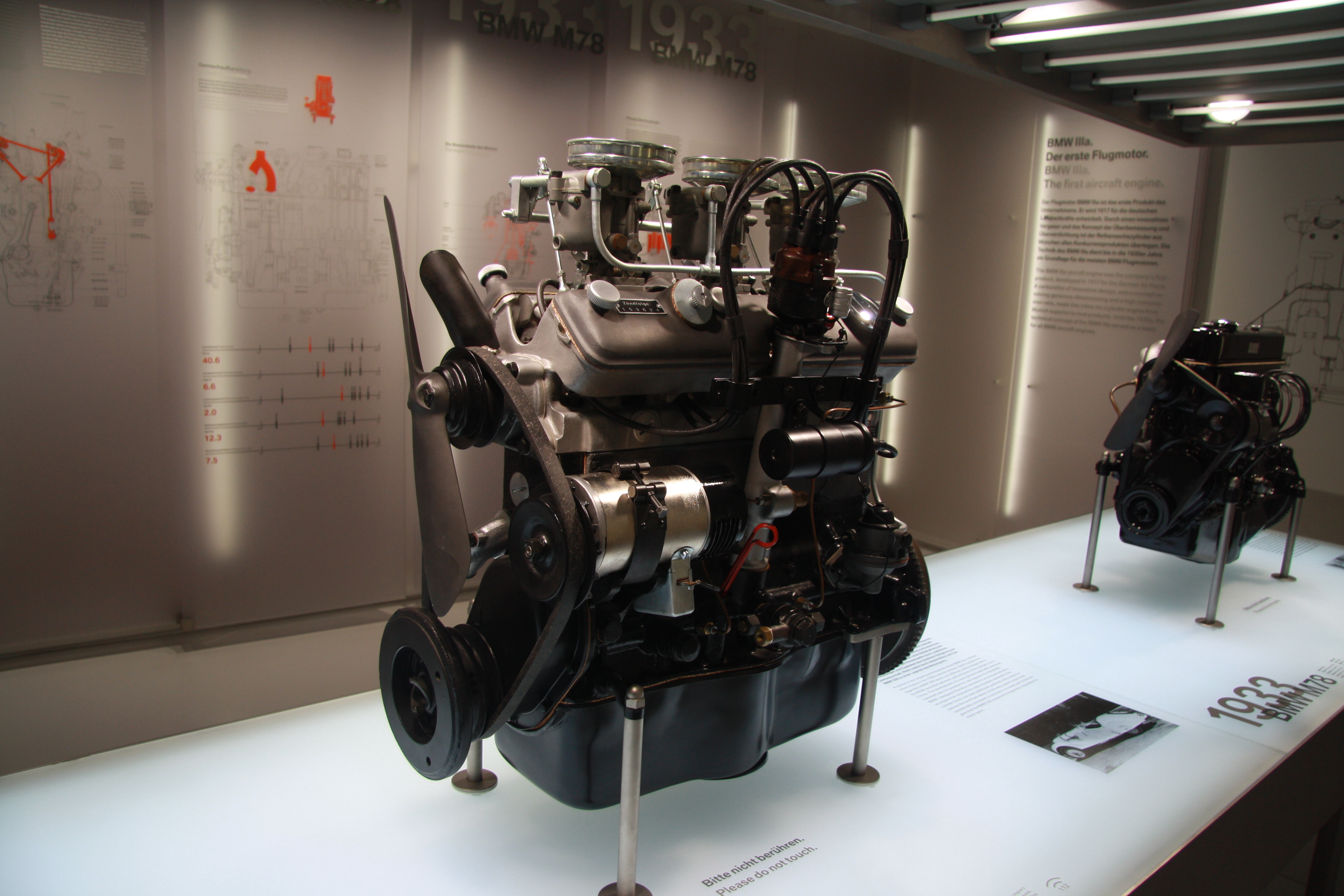
Il motore M328: si notino i due coperchi valvole disposti a V e i tre grandi carburatori sovrastanti

Il propulsore della 328 era siglato M328 ed appartiene alla famiglia comprendente le prime unità a 6 cilindri di casa BMW, una famiglia che aveva la sua unità capostipite nel motore M78 da 1,2 litri. Di questa famiglia di motori a 6 cilindri, il motore M328 rappresentò una delle più alte evoluzioni, se si escludono le varianti destinate unicamente alle competizioni. Realizzato prendendo come base il motore da 1971 cm3 della 326, a sua volta in fase di ultimazione, ne venne sostituita la testa con un'altra dotata di camera di scoppio emisferiche e valvole disposte a V in modo da formare una camera di scoppio emisferica. Inedita la soluzione utilizzata per la distribuzione, del tipo a valvole in testa e ad asse a camme laterale, ma con un sistema particolare di aste e bilancieri, che prevedeva anche una corta asta trasversale adibita ad azionare la valvola posta sul lato opposto rispetto a quello in cui si trovava l'asse a camme. Ogni fila di valvole era racchiusa sotto un coperchio valvole per lato, cosicché a prima vista il motore M328 poteva apparire come un motore a V. La testata del motore M328 era inoltre lavorata in modo da innalzarne il rapporto di compressione da 5,6:1 a 7,5:1. L'alimentazione era affidata a tre carburatori Solex. Come risultato, questo motore erogava nella sua configurazione di base una potenza massima di 80 CV, i quali, applicati ad un corpo vettura di 780 kg, garantivano prestazioni eccellenti anche in configurazione stradale, con un allungo massimo di oltre 150 km/h. La coppia motrice veniva indirizzata alle ruote posteriori mediante un cambio manuale a 4 marce con terza e quarta sincronizzate. Il cambio poteva essere della Hurth o della ZF, a scelta.

### Carriera commerciale e sportiva
La 328 è stata senza dubbio la più iconica delle BMW d'anteguerra, a tal punto che la sua carriera commerciale finì per passare del tutto inosservata, anche al giorno d'oggi, oscurata da una brillante attività sportiva.

#### Vettura per pochi
Va detto innanzitutto che la 328 fu realmente un'auto per pochi, paragonabile ad un'attuale roadster di lusso. Il suo prezzo di 7.400 RM la poneva appena un soffio al di sotto della 327, top di gamma negli anni immediatamente precedenti la seconda guerra mondiale, ed era un prezzo che in quegli anni era equivalente a quello di una piccola casetta indipendente. Tra il 1937 ed il 1940, la 328 fu venduta in ogni caso in 464 esemplari, dei quali 403 furono consegnati nell'allestimento originale previsto dalla casa bavarese, mentre i restanti esemplari vennero affidati a carrozzieri esterni. Va detto anche che nella maggior parte dei casi questi carrozzieri rimasero piuttosto fedeli a quelle che erano le linee della 328, a riprova della bontà del progetto e del notevole risultato ottenuto sia sotto il profilo stilistico che sotto il profilo della dinamica di marcia, specialmente considerando il fatto di aver potuto disporre di un budget estremamente ridotto. Ma alcuni di questi esemplari vennero invece rivisti in maniera massiccia, dando origine in ogni caso a delle reinterpretazioni interessanti. Degno di nota è ad esempio l'esemplare ricarrozzato come coupé da Reinhard von Koenig-Fachsenfeld, un ingegnere e pilota tedesco che sperimentò alcune sue idee in materia di aerodinamica applicata all'automobile. Un altro paio di esemplari del 1939 vennero carrozzati dalla Touring Superleggera di Milano, che realizzò così la berlinetta che sarebbe stata impiegata con successo alla Mille Miglia 1940. Il tedesco Wendler realizzò invece una roadster con hard-top amovibile. Non vanno infine dimenticati gli esemplari con carrozzeria speciale dettata da esigenze agonistiche, come la 328 con parafanghi motociclistici o la bella barchetta realizzata ancora una volta dalla Touring Superleggera. Altro esemplare da ricordare fu quello carrozzato da Wunibald Kamm, altro luminare dell'aerodinamica automobilistica di quel periodo.

#### L'attività sportiva

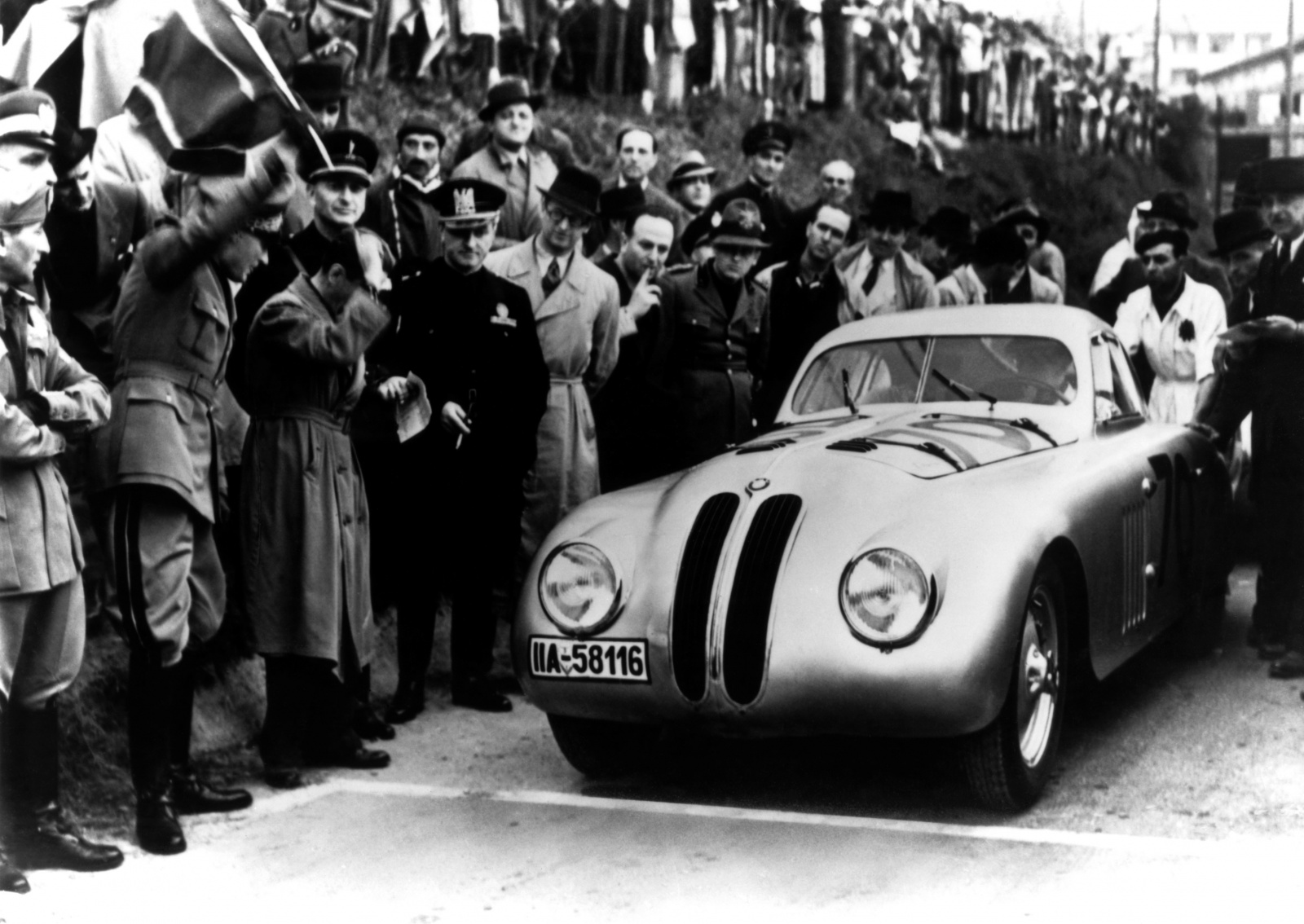
la 328 coupé Touring vincitrice della Mille Miglia 1940

Il debutto della 328, come già detto, si ebbe innanzitutto in ambito sportivo, e precisamente il 14 giugno 1936 sul tracciato del Nürburgring. Tale debutto arrise alla 328: pilotata dall'esperto Ernst Henne, la roadster tedesca conquistò il primo posto di categoria. Da lì, la carriera della 328 divenne tutta in discesa e la vettura conquistò numerosi altri successi agonistici. In totale si contano oltre 220 successi in campo sportivo per la 328, comprese le vittorie ottenute anche diversi anni dopo la fine della guerra. Ci volle un evento nefasto come la seconda guerra mondiale per interrompere la grande carriera agonistica della 328. Ma al termine del conflitto, la 328 riprese la sua attività, che durò addirittura fino al 1955, anno in cui la BMW, in preda ad una gravissima crisi commerciale, dovette abbandonare le gare. Va detto che le 328 schierate in gara venivano ulteriormente elaborate, al punto da raggiungere potenze comprese fra i 120 ed i 135 CV, contro gli 80 CV della vettura stradale d'origine. Fra i successi più rilevanti vanno senz'altro ricordati quelli ottenuti nelle Mille Miglia del 1938 e del 1940: nel 1938, i quattro esemplari schierati dalla BMW si piazzarono ai primi posti della loro categoria. Fu l'equipaggio britannico Fane-James a trionfare, con le altre tre BMW subito dietro. L'edizione del 1940 fu invece disputata come Gran Premio di Brescia delle 1000 Miglia lungo un tracciato triangolare che si snodava fra Brescia, Cremona e Mantova. Per l'occasione vennero schierate cinque BMW 328, tra cui la già citata BMW 328 berlinetta Superleggera della Touring che alla fine uscì vincitrice assoluta con l'equipaggio von Hanstein-Bäumer. Un'altra 328, stavolta con carrozzeria roadster specificamente ridisegnata, e pilotata dall'equipaggio Brudes-Roese, si classificò al terzo posto. Altra vittoria di rilievo fu quella di categoria ottenuta nel 1939 alla 24 Ore di Le Mans con l'equipaggio Schaumburg-Lippe-Wencher.

### Galleria fotografica
| BMW 328 | BMW 328 Spezial Roadster Mille Miglia | BMW 328 Spider Touring | BMW 328 Berlinetta Touring | BMW 328 Coupé Kamm | BMW 328 Coupé Fachsenfeld | BMW 328 Neumaier |
| ------- | ------------------------------------- | ---------------------- | -------------------------- | ------------------ | ------------------------- | ---------------- |
|         |                                       |                        |                            |                    |                           |                  |
|         |                                       |                        |                            |                    |                           |                  |

## Curiosità
- Nel periodo post-bellico, il progetto della 328 venne usato dall'inglese Bristol, la quale, su successivo accordo con la BMW, cominciò a produrre vetture simili nella linea alla 326 e con meccanica derivata invece proprio dalla roadster tedesca. La prima vettura a marchio Bristol fu la Bristol 400, con uno stile molto vicino alle ultime BMW d'anteguerra;
- La base meccanica della 328 venne utilizzata nell'immediato dopoguerra anche per la produzione di vetture sportive a marchio Veritas, un piccolo costruttore tedesco attivo fino al 1953;
- La 328 è stata compresa tra le 25 vetture più significative del secolo scorso da un'équipe di giornalisti automobilistici;
- Nel 2006, in occasione del 70º anniversario della nascita della 328, la BMW presentatò la concept car Coupé Mille Miglia, una vettura destinata a rimanere prototipo che riprendeva le profilate linee delle 328 coupé che trionfarono alla Mille Miglia del 1940;
- Una BMW 328 trionfò addirittura nel 2004 alla riedizione della Mille miglia di quell'anno;
- La 328 che vinse l'edizione della Mille Miglia nel 1940 l'ha rivinta 70 anni dopo nell'edizione 2010;
- Nel 2011, in occasione dei 75 anni da debutto della 328, vcenne presentata la concept BMW 328 Hommage, realizzata a partire dalla base meccanica della Z4 in produzione in quel periodo.